# Сергеев, Николай Петрович
Николай Петрович Сергеев (24 мая 1918, Симбирск — 2007) — советский дирижёр, Заслуженный артист РСФСР (1962), Заслуженный деятель искусств РСФСР (1975), член КПСС (1949).

## Биография
Николай Петрович родился 24 мая 1918 года в Симбирске, ныне Ульяновск. В 1945 году Сергеев Н. П. окончил военный факультет Московской консерватории по классу дирижирования у Ю. М. Тимофеева. В 1951—1977 годах был начальником Первого Отдельного показательного оркестра Министерства обороны СССР. В 1977—1989 — художественный руководитель и главный дирижёр Государственного духового оркестра РСФСР.
В 1967 году Николай Петрович Сергеев дирижировал оркестром на авторском концерте народного артиста СССР А. И. Хачатуряна.
Н. П. Сергеев в 1969—1974 годах вёл класс дирижирования на военно-дирижёрском факультете Московской консерватории.
В репертуаре Николая Петровича Сергеева были произведения русских и зарубежных композиторов. Под управлением Николая Сергеева впервые исполнены в переложении для духового оркестра пятая, восьмая, девятая и двенадцатая симфонии Дмитрия Шостаковича, некоторые произведения А. И. Хачатуряна, Н. Я. Мясковского.
Николай Петрович гастролировал за рубежом. Оркестр под управлением Н. П. Сергеева в 1960 году с большим успехом выступил перед воинами Чехословацкой армии и жителями городов Чехословакии. В 1972 году Отдельный показательный оркестр Министерства обороны СССР выступил в Париже на Первом международном фестивале военных оркестров. Оркестром дирижировали: генерал-майор Н. Назаров, полковник Николай Петрович Сергеев и подполковник В. Дульский.
В 1973 году отдельный Показательный оркестр Министерства обороны СССР вторично выезжал во Францию. Выступал с концертами в городах: Руан, Бордо,Оранж, Брест, Авиньон, Экс-ан-Прованс, Ницца, Сент, Аркашон и др. Для телевидения была сделана запись концертной программы оркестра в городе Бордо. Оркестром дирижировали заслуженные артисты РСФСР полковник Н. П. Сергеев и подполковник В. Дульский, генерал-майор Н. Назаров, старший лейтенант С. Суровцев.
14 ноября 1980 года награждён орденом «Знак Почёта» за большую работу по подготовке и проведению Игр XXII Олимпиады.
Сергеев Николай Петрович умер в 2007 году.